# Frankfurts pendeltåg

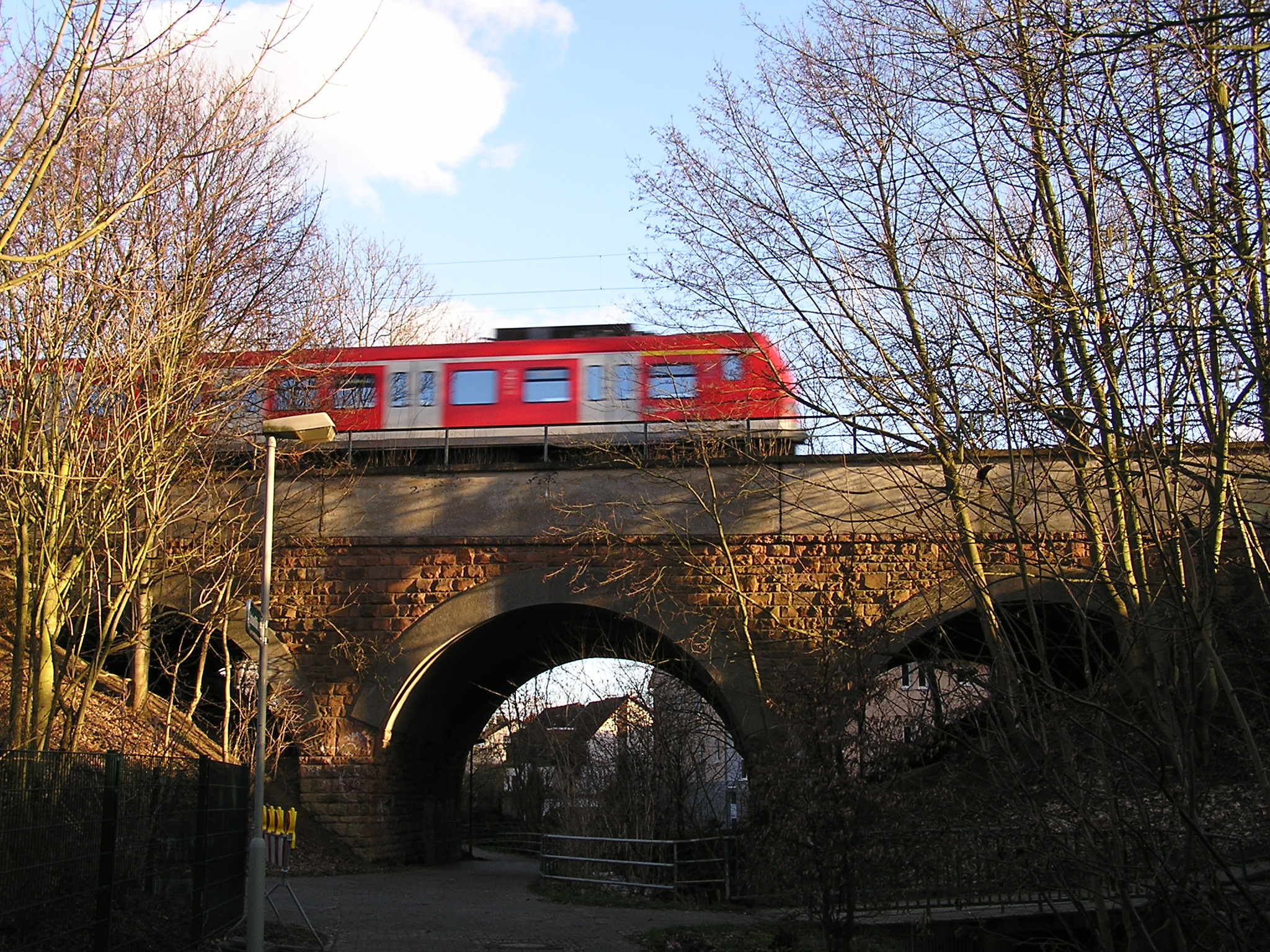
Ett S-bahntåg i Bad Homburg.

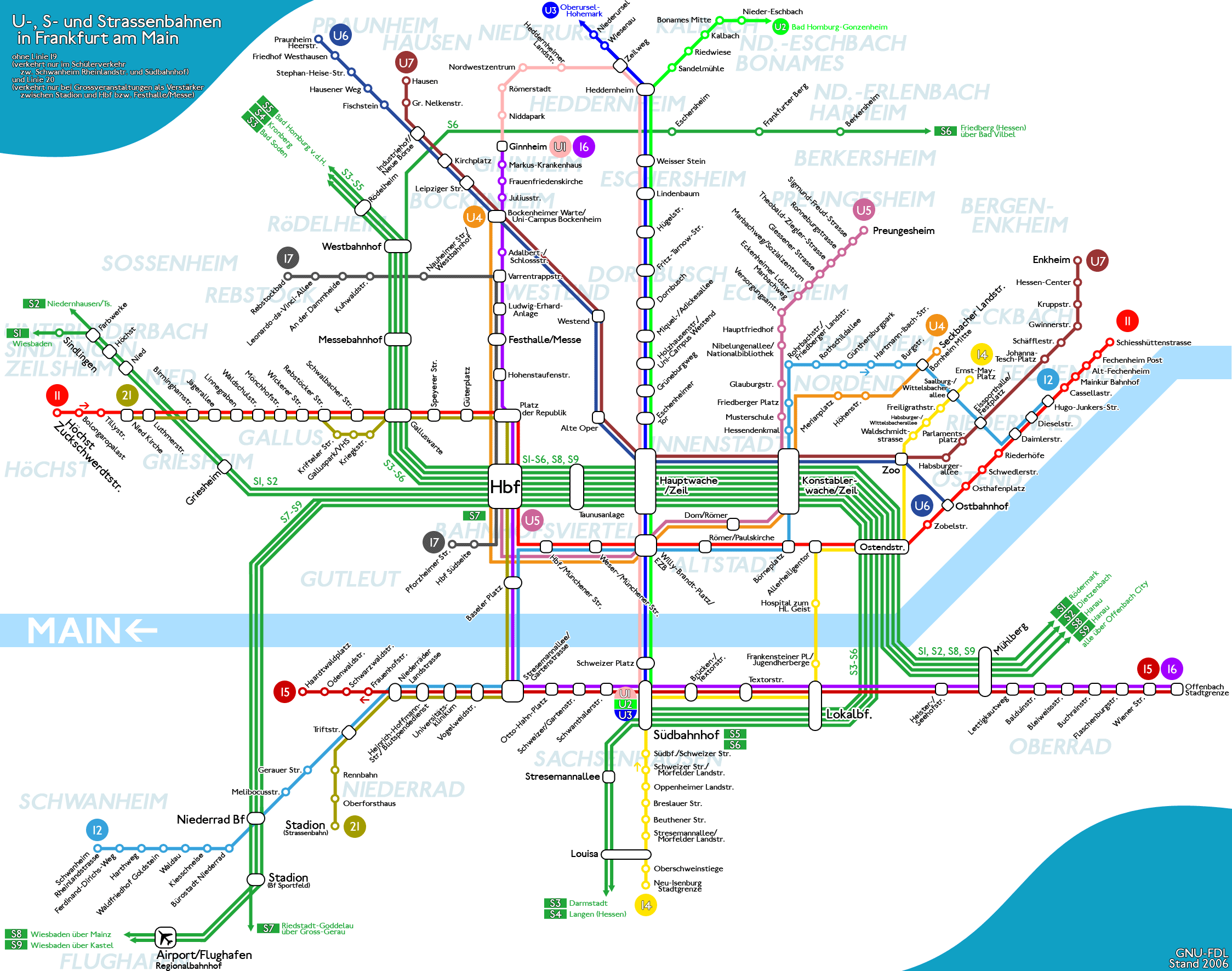
Spårnätet (S-Bahn, U-bahn och spårväg) i själva Frankfurt. S-tågslinjerna är mörkgröna.

Frankfurts pendeltåg (S-Bahn Frankfurt) eller S-Bahn Rhein-Main utgör tillsammans med tunnelbanan och spårvägen ryggraden i Frankfurt am Mains kollektivtrafiksystem. S-Bahn har många stationer tillsammans med tunnelbanan (U-Bahn) och knyter samman stora delar av Frankfurt och omgivande städer. S-bahn delar delvis gemensamma spår med regional och fjärrtåg.

## Bakgrund och organisation
Frankfurts S-Bahn skapades 1978 utifrån flera redan existerande pendeltågslinjer, genom att man då byggt en tunnel från Hauptbahnhof till Südbahnhof genom Frankfurts innerstad, citytunneln.
Biljetterna hanteras av organisationen RMV (Rhein-Main-Verkehrsverbund), som motsvarar Sveriges trafikhuvudmän. Deras biljetter gäller inom hela S-bahns område och på mer lokala transportmedel såsom tunnelbanan, spårvagnar (som finns i Frankfurt, Darmstadt och Mainz) och bussar.
På många av S-bahn-spårena finns även regionaltåg som stannar mer sällan men går längre, ofta ut ur RMV-området. RMV-biljetter gäller på dessa inom området, dock inte på egentliga fjärrtåg.

### Linjer
- Wiesbaden - Höchst - Frankfurt Hauptbahnhof (Centralstation) - Offenbach - Rödermark
- Niedernhausen - Hauptbahnhof - Offenbach - Dietzenbach
- Bad Soden am Taunus - Frankfurt Westbahnhof (Västra station) - Centralstation - Darmstadt
- Kronberg - Westbahnhof - Hauptbahnhof - Langen
- Friedrichsdorf - Westbahnhof - Hauptbahnhof - Frankfurt Südbahnhof (Södra station)
- Friedberg - Westbahnhof - Hauptbahnhof - Südbahnhof
- Riedstadt - Hauptbahnhof
- Wiesbaden - Rüsselsheim - Frankfurt Mains flygplats - Hauptbahnhof - Offenbach - Hanau
- Wiesbaden - Mainz - Rüsselsheim - Frankfurt Mains flygplats - Centralstation - Offenbach - Hanau

Vid Frankfurt Mains flygplats använder S-tågen stationen Frankfurt (Main) Flughafen Regionalbahnhof, inte stationen Frankfurt am Main Flughafen Fernbahnhof som används av fjärrtågen.